# 科维尼
科维尼（法語：Cauvigny，法語發音：[koviɲi]）是法国瓦兹省的一个市镇，位于该省西部，属于博韦区。

## 地理
科维尼（49°18'3"N, 2°14'55"E）面积17.5 平方千米，位于法国上法蘭西大區瓦兹省，该省份为法国北部内陆省份，北起索姆省，西接厄尔省和滨海塞纳省，南至塞纳-马恩省和瓦兹河谷省，东临埃纳省。
与科维尼接壤的市镇（或旧市镇、城区）包括：贝尔特库尔、拉沙佩勒圣皮埃尔、穆希勒沙泰勒、穆伊、诺阿耶、诺维莱尔、圣热纳维耶夫、于利圣乔治。

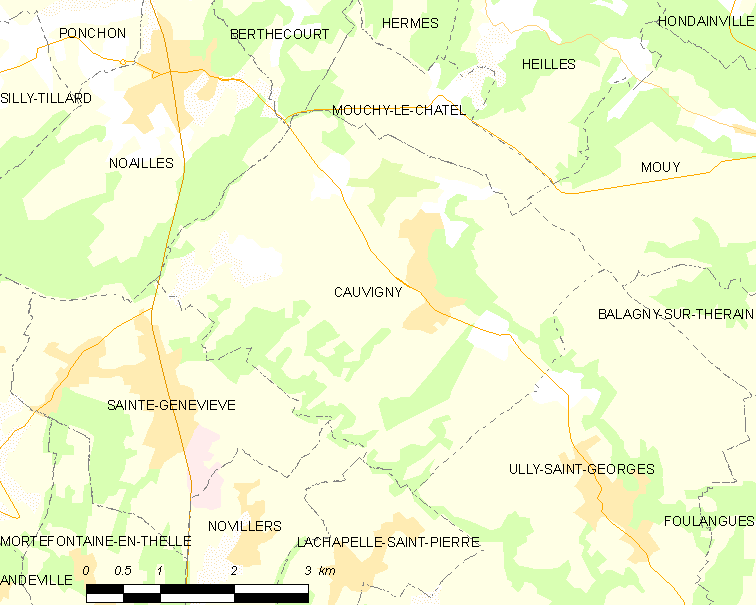
科维尼的OSM定位图

科维尼的时区为UTC+01:00、UTC+02:00（夏令时）。

## 行政
科维尼的邮政编码为60730，INSEE市镇编码为60135。

## 政治
科维尼所属的省级选区为韦克桑地区肖蒙县。

## 人口

1962-2008年间科维尼人口变化图示

科维尼于2022年1月1日时的人口数量为1675人。